# Мірбахи

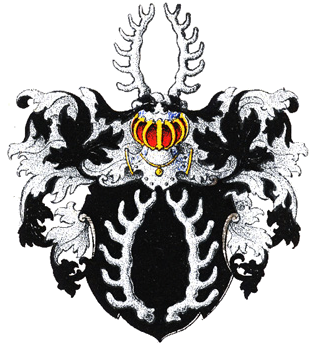
Герб баронів Мірбахів (Балтійський гербовник).

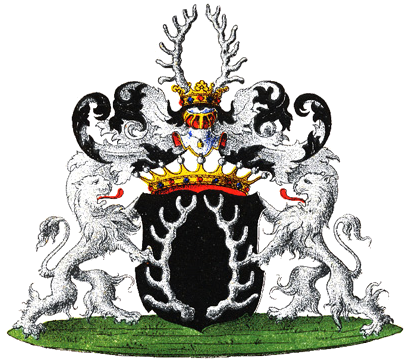
Графський герб.

Мі́рбахи (нім. Mirbach), або фон Мі́рбахи (нім. von Mirbach, «Мірбаські») — німецький шляхетний рід рейнландського походження. Піддані Священної Римської імперії, Австрії, Пруссії, Баварії, Курляндії і Семигалії, Російської імперії. Походить із маєтку Мірбах у громаді Вісбаум (Рейнланд-Пфальц, повіт Вульканайфель). Вперше згадуються у документах XIII ст. як командири рейнського лицарства. Мали замки і маєтності на території Юліх-Берзького герцогства, Кельну, Тріра, Лотарингії і Льєжа. У XVI ст. гілка роду переселилася до Курляндії: 1579 року барон Еммеріх фон Мірбах став васалом курляндського герцога і отримав великі маєтку поблизу Віндави. 1620 року занесена до золотої книги курляндського лицарства. Після російської анексії Курляндії рід отримав права російського дворянства і був визнаний Сенатом як баронський. Богемська гілка роду походить від курляндської: 1791 року Фрідріх-Готтгард фон Мірбах отримав титул графа від імператора Леопольда II і землі в чеських Космоносах. 1840 року Йоганн-Вільгельм фон Мірбах був нагороджений графськими титулом у Пруссії.

## Герб
У чорному щиті срібні оленячі роги. Намет чорний підбитий сріблом. У клейноді срібні оленячі роги.
Графський великий герб має двох щитотримачів у вигляді срібних здиблених левів із червоними язиками.

## Представники

### Курляндські
- Генріх-Георг (1674—1736) ∞ Луїза-Шарлотта фон Бракель
  -  Єлизавета-Доротея (1712—1779) ∞ Отто-Крістофер фон дер Говен

### Прусські
- Вільгельм Мірбах (1871—1918)